# متحف الدانوب في كومارنو

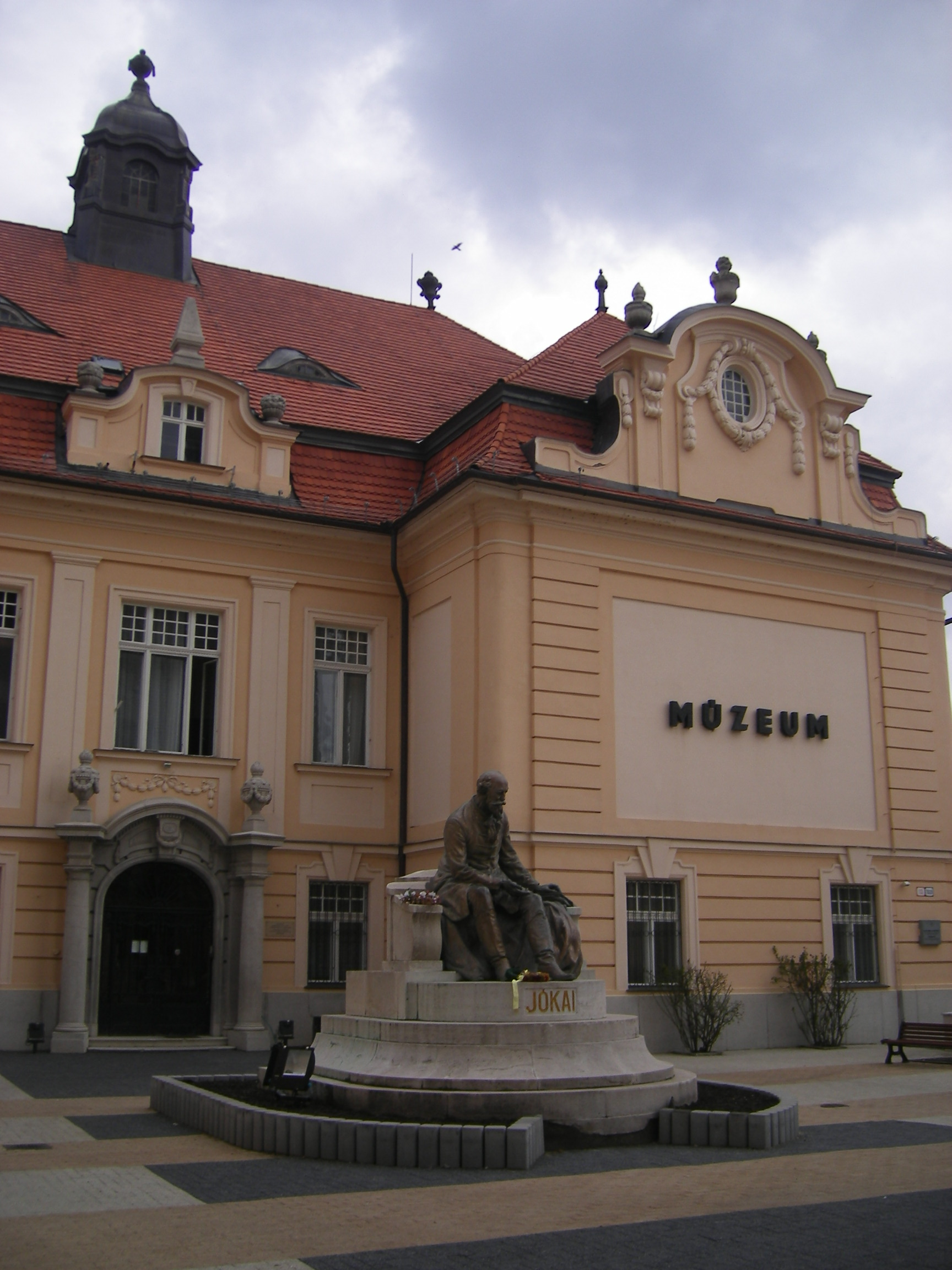
مبنى متحف الدانوب، وامامه تمثال جوكاي مور (2007).

متحف الدانوب في كومارنو هو متحف في التاريخ الثقافي والطبيعي يقع في مدينة كومارنو في سلوفاكيا. يوثق المتحف لتطورات الطبيعة والمجتمع في الجزء الجنوبي من سهول الدانوب والثقافة المجرية في جمهورية سلوفاكيا.
1. ↑  وصلة مرجع: https://www.culture.gov.sk/wp-content/uploads/2019/12/Muzea-12.pdf.